# محمد البقالي
محمد البقالي  (18 ماي 1984 المغرب) هو لاعب كرة قدم مغربي يلعب كلاعب وسط.

## روابط خارجية
- محمد البقالي على موقع قاعدة بيانات كرة القدم.إي يو (الإنجليزية)